# Camp Claude
Pour les articles homonymes, voir Claude.
Camp Claude est un groupe d'electro-pop français. La formation est composée de la photographe et vidéaste franco-américaine Diane Sagnier, du Suédois Leo Hellden et de l'Anglais Michael Giffts.

## Biographie
Avant de rejoindre la formation Camp Claude, les deux membres Giffts et Hellden faisaient partie du groupe Tristesse Contemporaine. Ils se rencontrent en 2013 en travaillant sur un clip vidéo. La chanteuse principale, Diane Sagnier, est également photographe et vidéaste. Pendant que Sagnier chante, Hellden et Giffts travaillent sur la musique et les sons.

## Accueil
Karoline Knappe estime dans Deutschlandfunk Kultur que le style musical est « basé sur des sons ludiques des années '80 et '90 - quelque part entre le rock, la pop, la cold wave et l'electro ». 

## Discographie

### Albums studio
- 2016 : Swimming Lessons (Believe Recordings) (183e des charts français[4])
- 2019 : Double Dreaming (All Points by Believe Recordings)
- 2023 : Moody Moon